# Satyadevi
Satyadevi (nep. सत्यदेवी) – gaun wikas samiti w środkowej części Nepalu w strefie Bagmati w dystrykcie Dhading. Według nepalskiego spisu powszechnego z 2001 roku liczył on 717 gospodarstw domowych i 3577 mieszkańców (1980 kobiet i 1597 mężczyzn).